# بي. جاي أبتون
بي. جاي أبتون (بالإنجليزية: B. J. Upton)‏ هو لاعب كرة قاعدة أمريكي، ولد في 21 أغسطس 1984 في نورفولك في الولايات المتحدة.

## وصلات خارجية
- بي. جاي أبتون على موقع دوري كرة القاعدة الرئيسي (الإنجليزية)
- بي. جاي أبتون على موقعبيزبول رفرنس.كوم (الدوري الرئيسي) (الإنجليزية)
- بي. جاي أبتون على موقعبيزبول رفرنس.كوم (الدوري الثانوي) (الإنجليزية)
- بي. جاي أبتون على موقع إي إس بي إن.كوم (أم.أل.بي) (الإنجليزية)
- بي. جاي أبتون على موقع مشجعي الرسوم البيانية (الإنجليزية)